# Delpher

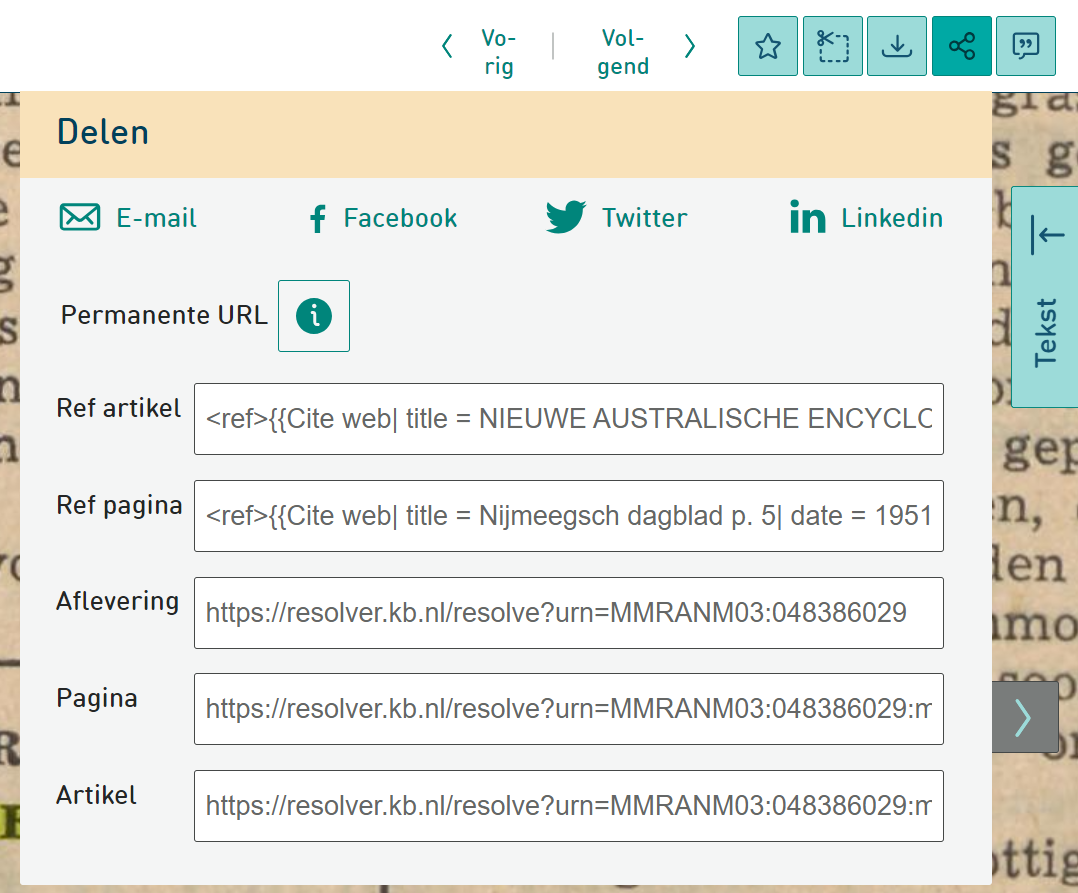
Delpher userscript demo (2021).

Delpher est un site web avec des journaux, livres et magazines historiques néerlandais numérisés ainsi que des bulletins radiophoniques de l’ANP venant de bibliothèques, musées et autres institutions patrimoniales.
Delpher est libre d'accès et met gratuitement à disposition environ un million de journaux, 164.000 livres et 462.000 de pages de magazines. L'offre est en constante croissance.

## Types de médias écrits
- Journaux : environ 17 millions de pages de journaux des Pays-Bas, des Antilles néerlandaises et du Suriname, entre 1618 et 2005. Cela représente environ 15 % de ce qui était publié à l'époque.
- Livres : 164.000 livres, à partir du XVIIe siècle
- Magazines : 80 titres entre 1800-2000
- Bulletins radios : 1.474.359 de feuilles dactylographiées de bulletins radios Algemeen Nederlands Persbureau (Agence de presse générale néerlandaise, ANP) entre 1937 et 1984.

Delpher est développé et maintenue par la bibliothèque nationale des Pays-Bas